# Verel-Pragondran
Verel-Pragondran és un municipi francès al departament de Savoia (regió d'Alvèrnia-Roine-Alps). L'any 2007 tenia 420 habitants.

## Demografia

### Població
El 2007 la població de fet de Verel-Pragondran era de 420 persones. Hi havia 152 famílies de les quals 28 eren unipersonals (8 homes vivint sols i 20 dones vivint soles), 44 parelles sense fills, 64 parelles amb fills i 16 famílies monoparentals amb fills.
La població ha evolucionat segons el següent gràfic:
Habitants censats

### Habitatges
El 2007 hi havia 187 habitatges, 154 eren l'habitatge principal de la família, 10 eren segones residències i 23 estaven desocupats. 175 eren cases i 7 eren apartaments. Dels 154 habitatges principals, 136 estaven ocupats pels seus propietaris, 15 estaven llogats i ocupats pels llogaters i 3 estaven cedits a títol gratuït; 3 tenien una cambra, 8 en tenien dues, 14 en tenien tres, 35 en tenien quatre i 94 en tenien cinc o més. 143 habitatges disposaven pel capbaix d'una plaça de pàrquing. A 44 habitatges hi havia un automòbil i a 109 n'hi havia dos o més.

### Piràmide de població
La piràmide de població per edats i sexe el 2009 era:
| Homes | Edats   | Dones |
| ----- | ------- | ----- |
| 0     | 95 o +  | 0     |
| 0     | 90 a 94 | 4     |
| 4     | 85 a 89 | 4     |
| 4     | 80 a 84 | 0     |
| 4     | 75 a 79 | 0     |
| 0     | 70 a 74 | 8     |
| 8     | 65 a 69 | 8     |
| 12    | 60 a 64 | 16    |
| 8     | 55 a 59 | 8     |
| 32    | 50 a 54 | 28    |
| 12    | 45 a 49 | 16    |
| 12    | 40 a 44 | 16    |
| 20    | 35 a 39 | 16    |
| 12    | 30 a 34 | 20    |
| 8     | 25 a 29 | 0     |
| 20    | 20 a 24 | 16    |
| 8     | 15 a 19 | 0     |
| 20    | 10 a 14 | 4     |
| 12    | 5 a 9   | 8     |
| 8     | 0 a 4   | 16    |

## Economia
El 2007 la població en edat de treballar era de 276 persones, 198 eren actives i 78 eren inactives. De les 198 persones actives 187 estaven ocupades (96 homes i 91 dones) i 11 estaven aturades (7 homes i 4 dones). De les 78 persones inactives 37 estaven jubilades, 26 estaven estudiant i 15 estaven classificades com a «altres inactius».

### Ingressos
El 2009 a Verel-Pragondran hi havia 162 unitats fiscals que integraven 436,5 persones, la mediana anual d'ingressos fiscals per persona era de 23.712 €.

### Activitats econòmiques
Dels 13 establiments que hi havia el 2007, 1 era d'una empresa de fabricació d'elements pel transport, 1 d'una empresa de construcció, 2 d'empreses de comerç i reparació d'automòbils, 1 d'una empresa de transport, 1 d'una empresa d'hostatgeria i restauració, 1 d'una empresa d'informació i comunicació, 1 d'una empresa immobiliària i 5 d'empreses de serveis.
Dels 2 establiments de servei als particulars que hi havia el 2009, 1 era un guixaire pintor i 1 agència immobiliària.
L'any 2000 a Verel-Pragondran hi havia 6 explotacions agrícoles.

## Poblacions més properes
El següent diagrama mostra les poblacions més properes.